# وزارة الطاقة والمناجم و الطاقات المتجددة (الجزائر)
وزارة الطاقة والمناجم، هي الوزارة الجزائرية التي تهتم بالمسائل المتعلقة بالطاقة بالحكومة الجزائرية.

## التاريخ
تطور قطاع الطاقة في الجزائر بعد الاستقلال شهد عدة تغييرات تنظيمية وتنظيمية تهدف إلى إدارة واستغلال موارد الطاقة بفعالية:
- 1962: بعد فترة وجيزة من الاستقلال، أسست الجزائر مديرية الطاقة والوقود ومكتب البترول الجزائري للإشراف على قطاع الطاقة في البلاد.
- 1963: تأسيس وزارة الصناعة والطاقة، إلى جانب الشركة الوطنية للنفط سوناطراك، مما يدل على التركيز المبكر على الطاقة والتعدين كقطاعات حيوية.
- 1967-1969: تأسيس سوناريم وسونلغاز أبرز خطوات أخرى نحو تنظيم قطاع الطاقة بشكل أكثر قوة.
- 1971 و1977: جرت سلسلة من إعادة التنظيمات التي وضعت قطاع الطاقة تحت وزارات مختلفة، مما يعكس الأهمية المتزايدة للقطاع للاقتصاد الوطني.
- 1984- 1991: شهد هذا الفترة إنشاء وزارات مستقلة للمناجم والصناعة وللطاقة، مما يدل على نهج أكثر تخصصًا في إدارة القطاع.
- 1995: أنشأت الحكومة وزارة الطاقة والمناجم، وجمعت إدارة هذه القطاعات الرئيسية تحت هيكل إداري واحد.
- 2007-2015: أعيد تأسيس وزارة الطاقة والمناجم وأصبحت فيما بعد وزارة الطاقة، مع عدة تحديثات في هيكلها التنظيمي لمواكبة متطلبات الصناعة المتغيرة.[4]

## الوزراء
| الاسم               | تاريخ البداية  | تاريخ النهاية  | المدة                      |
| ------------------- | -------------- | -------------- | -------------------------- |
| سيد أحمد غزالي      | 23 أبريل 1977  | 8 مارس 1979    | سنة واحدة و10 أشهر و13 يوم |
| بلقاسم نابي         | 8 مارس 1979    | 10 يونيو 2005  | 9 سنوات                    |
| الصادق بوسنة        | 10 يونيو 2005  | 1989           | سنة واحدة                  |
| نور الدين أيت لوسين | 1991           | 1992           | سنة واحدة                  |
| حسين مفتي           | 1992           | 21 أغسطس 1993  | سنة واحدة                  |
| أحمد بن بيتور       | 21 أغسطس 1993  | 11 أبريل 1994  | 7 أشهر و21 يوم             |
| عمار مخلوفي         | 11 أبريل 1994  | 24 يونيو 1997  | 3 سنوات و2 أشهر و13 يوم    |
| يوسف يوسفي          | 24 يونيو 1997  | 23 ديسمبر 1999 | 2 سنوات و5 أشهر و29 يوم    |
| شكيب خليل           | 23 ديسمبر 1999 | 28 مايو 2010   | 10 سنوات و5 أشهر و5 أيام   |
| يوسف يوسفي          | 28 مايو 2010   | 14 مايو 2015   | 4 سنوات و11 شهر و16 يوم    |
| صلاح خبري           | 14 مايو 2015   | 11 يونيو 2016  | سنة واحدة و28 يوم          |
| نور الدين بوطرفة    | 11 يونيو 2016  | 25 مايو 2017   | 11 شهر و14 يوم             |
| مصطفى قيتوني        | 25 مايو 2017   | 1 أبريل 2019   | سنة و10 أشهر و7 أيام       |
| محمد عرقاب          | 1 أبريل 2019   | 24 يونيو 2020  | سنة و2 أشهر و23 يوم        |
| عبد المجيد عطار     | 24 يونيو 2020  | 22 فبراير 2021 | 7 أشهر و29 يوم             |
| محمد عرقاب          | 22 فبراير 2021 | جاري العمل     |                            |

## وصلات خارجية
- الموقع الرسمي لوزارة الطاقة